# Phút cuối
"Phút cuối" là một sáng tác thuộc dòng nhạc vàng của nhạc sĩ Lam Phương, được viết vào đầu thập niên 1970. Bài hát lấy bối cảnh câu chuyện chia tay sau một đêm liên hoan ở chuyến công tác của nhạc sĩ tại Côn Đảo. 
Vào năm 2008, ca khúc "Phút cuối" đã được lưu hành trở lại tại Việt Nam, tuy nhiên lại được cấp phép đến hai lần. Bài hát đã được nhiều nghệ sĩ Việt Nam và cả hải ngoại trình diễn, thu âm và được đưa vào các album nhạc, chương trình trong và ngoài nước.

## Hoàn cảnh sáng tác
Vào đầu thập niên 1970, nhạc sĩ Lam Phương theo Biệt đoàn Văn nghệ Trung ương Việt Nam Cộng hòa đi công tác ở Côn Đảo, trong đoàn này còn có ca sĩ Hạnh Dung. Trong đêm cuối cùng, đoàn có buổi liên hoan để hôm sau các nữ ca sĩ về Sài Gòn trước, trong đó có Hạnh Dung, Lam Phương phải tạm biệt cô để ở lại Côn Đảo thêm vài hôm. Trong giây phút lưu luyến, ông đã sáng tác ca khúc "Phút cuối".
Bài hát viết theo điệu Tango Habanara và nhạc tờ của ca khúc xuất bản năm 1971. Túy Hồng và Diên An đã thu âm ca khúc này trước năm 1975. Ca khúc sau đó được cho là bán chạy.

## Đón nhận và phổ biến sau năm 1975
Trước năm 2008, "Phút cuối" chưa được phép lưu hành tại Việt Nam thống nhất một cách chính thức, mà chủ yếu được biểu diễn ở hải ngoại. Năm 2008, bài hát này và một sáng tác khác của Lam Phương là "Thành phố buồn" chính thức được lưu hành trở lại tại Việt Nam. Tuy nhiên, ca khúc đã được cấp phép đến hai lần. Một lần được cấp theo Quyết định ban hành ngày 17 tháng 6 năm 2008 của Cục Nghệ thuật Biểu diễn cấp cho Công ty Trách nhiệm hữu hạn giải trí Tiếng Hát Việt, đơn vị phát hành album Dạ khúc cho tình nhân 2 – Qua cơn mê của Đàm Vĩnh Hưng. Một lần khác cấp theo Quyết định ban hành ngày 16 tháng 4 năm 2008 cho Công ty Trách nhiệm hữu hạn Khoa & Cường Vina.
Nhiều ca sĩ đã thể hiện và trình bày ca khúc này, từ ca sĩ nhạc vàng đến cả ca sĩ của dòng nhạc trẻ như Chế Linh, Thanh Tuyền, Bằng Kiều, Lệ Quyên, Thu Minh, Phi Nhung, Mạnh Quỳnh, Ngọc Sơn, Quốc Thiên, Hồ Ngọc Hà,... Một số thí sinh đã thể hiện ca khúc này trong các cuộc thi hát. Một chương trình Music Box của Trung tâm Thúy Nga phát hành năm 2021 cũng đã lấy chủ đề "Phút cuối".